# Романівка (Лопатинська селищна громада)
Рома́нівка —  село в Україні, в Шептицькому районі (до 2020 - в Радехівському районі) Львівської області. Населення становить 94 особи.